# Natalia Gordienko
Natalia Gordienko (ukr. Наталія Гордієнко, znana również jako Natalia Gordienco; ur. 11 grudnia 1987 w Kiszyniowie) – mołdawska piosenkarka i tancerka pochodzenia ukraińskiego. 
Reprezentantka Mołdawii w Konkursie Piosenki Eurowizji (2006) wraz z Arsenium oraz Connect-R. Niedoszła reprezentantka kraju w konkursie w 2020. Ponownie wybrana do reprezentowania Mołdawii w 65. Konkursie Piosenki Eurowizji. 

## Życiorys
W 2005 roku rozpoczęła współpracę z zespołem Millenium, z którym w tym samym roku wystąpiła na międzynarodowym festiwalu Cerbul de Aur w Rumunii.
W 2006 roku reprezentowała Mołdawię w Konkursie Piosenki Eurowizji wraz z Arsenium i Connect-R'em. Trio wykonało piosenkę „Loca” i uplasowało się na 20. miejscu w finale zdobywając 22 punkty. W tym samym roku wystąpiła na festiwalu Słowiański Bazar, gdzie zdobyła drugą nagrodę.
W 2020 roku zwyciężyła w mołdawskich preselekcjach do Konkursu Piosenki Eurowizji z utworem „Prison”. Ze względu jednak na pandemię COVID-19 konkurs został odwołany. Rok później nadawca publiczny Mołdawii TRM ogłosił, iż Gordienko została ponownie wybrana do reprezentowania kraju w edycji konkursu. 4 marca 2021 roku premierę miał jej singel „Sugar”. Współtwórcą obu jej konkursowych utworów jest m.in. Filipp Kirkorow. 20 maja wystąpiła jako siódma w kolejności startowej w drugim półfinale i z siódmego miejsca awansowała do finału, który odbył się 22 maja. Wystąpiła w nim z czternastym numerem startowym i zajęła 13. miejsce po zdobyciu 115 punktów w tym 62 punktów od telewidzów (12. miejsce) i 53 pkt od jurorów (15. miejsce). Pobiła wówczas rekord wykonując najdłuższy wysoki dźwięk w historii Eurowizji, trwający 17 sekund, który wybrzmiał na końcu utworu „Sugar”.
Została odznaczona tytułem honorowym „Zasłużony Artysta Mołdawii”.

## Dyskografia

### Albumy studyjne
| Rok  | Dane dot. albumu                                                    |
| ---- | ------------------------------------------------------------------- |
| 2011 | Time - Data wydania: 2011 - Format: CD, digital download            |
| 2012 | Cununa de flori - Data wydania: 2012 - Format: CD, digital download |

### Single
| Rok                                                      | Tytuł                                | Najwyższe pozycje na listach | Najwyższe pozycje na listach | Najwyższe pozycje na listach | Najwyższe pozycje na listach | Najwyższe pozycje na listach | Najwyższe pozycje na listach | Najwyższe pozycje na listach | Najwyższe pozycje na listach | Najwyższe pozycje na listach | Album |
| Rok                                                      | Tytuł                                | WNP                          | WNP                          | WNP                          | BEL                          | NLD                          | LTU                          | RUS                          | RUS                          | SWE                          | Album |
| Rok                                                      | Tytuł                                | Radio                        | YouTube                      | All Media                    | Flandria                     | NLD                          | LTU                          | Radio                        | All Media                    | SWE                          | Album |
| -------------------------------------------------------- | ------------------------------------ | ---------------------------- | ---------------------------- | ---------------------------- | ---------------------------- | ---------------------------- | ---------------------------- | ---------------------------- | ---------------------------- | ---------------------------- | ----- |
| 2006                                                     | „Loca” (orazz Arsenium i Connect-R)  | 186                          | –                            | –                            | –                            | –                            | –                            | –                            | –                            | –                            | –     |
| 2015                                                     | „Summertime”                         | –                            | –                            | –                            | –                            | –                            | –                            | –                            | –                            | –                            | –     |
| 2016                                                     | „Habibi” (z Mohombim)                | –                            | –                            | –                            | –                            | –                            | –                            | –                            | –                            | –                            | –     |
| 2016                                                     | „Blizko” (z Iraklim)                 | 245                          | –                            | 672                          | –                            | –                            | –                            | –                            | 672                          | –                            | –     |
| 2017                                                     | „Pjnaja”                             | 283                          | 19                           | 125                          | –                            | –                            | –                            | –                            | –                            | –                            | –     |
| 2017                                                     | „Cheia”                              | –                            | –                            | –                            | –                            | –                            | –                            | –                            | –                            | –                            | –     |
| 2018                                                     | „Dus cu apa rece”                    | –                            | –                            | –                            | –                            | –                            | –                            | –                            | –                            | –                            | –     |
| 2018                                                     | „Arividerči”                         | –                            | –                            | –                            | –                            | –                            | –                            | –                            | –                            | –                            | –     |
| 2020                                                     | „Prison”                             | –                            | –                            | –                            | –                            | –                            | –                            | –                            | –                            | –                            | –     |
| 2020                                                     | „In Ochii Tai”                       | –                            | –                            | –                            | –                            | –                            | –                            | –                            | –                            | –                            | –     |
| 2021                                                     | „Sugar”                              | 129                          | –                            | 99                           | –                            | –                            | 49                           | 81                           | 99                           | –                            | –     |
| 2021                                                     | „Tuz Bubi” (rosyjska wersja „Sugar”) | –                            | –                            | –                            | –                            | –                            | –                            | –                            | –                            | –                            | –     |
| 2021                                                     | „High Heels”                         | –                            | –                            | –                            | –                            | –                            | –                            | –                            | –                            | –                            | –     |
| 2022                                                     | „Ja szchastliwaja”                   | 65                           | –                            | –                            | –                            | –                            | –                            | 43                           | 57                           | –                            | –     |
| 2022                                                     | „Ljubimy”                            | 78                           | –                            | –                            | –                            | –                            | –                            | 45                           | 57                           | –                            | –     |
| „–” oznacza, że singel nie był notowany na danej liście. |                                      |                              |                              |                              |                              |                              |                              |                              |                              |                              |       |